# Андреа Полі
Андреа Полі (італ. Andrea Poli, нар. 29 вересня 1989, Вітторіо-Венето) — італійський футболіст, півзахисник турецького «Антальяспора». Був гравцем національної збірної Італії.

## Клубна кар'єра
Народився 29 вересня 1989 року в місті Вітторіо-Венето. Вихованець юнацьких команд футбольних клубів «Тревізо» та «Сампдорія».
У дорослому футболі дебютував 2006 року виступами за команду клубу «Тревізо», в якій провів один сезон, взявши участь лише у 4 матчах Серії B. 
2007 року перейшов до складу представника вищого дивізіону італійського чемпіонату клубу«Сампдорія». Грав здебільшого за молодіжну команду клубу, у складі якої став переможцем італійської першості серед молодіжних складів. У 2008—2009 роках набував досвіду у друголіговому клубі «Сассуоло». Повернувшись з оренди у 2009, почав ругулярно залучатися до ігор головної команди «Сампдорії».
Сезон 2011–12 провів в оренді в міланському «Інтері», по завершенні якої повернувся до «Сампдорії».
До складу клубу «Мілан» приєднався 8 липня 2013 року. У складі «россонері» швидко став гравцем основного складу команди. Утім вже з сезону 2015/16 ігровий час Полі почав скорочуватися.
2017 року, після завершення чотирирічного контракту з «Міланом», на правах вільного агента приєднався до «Болоньї». За цю команду протягом наступних чотирьох сезонів взяв участь у понад 100 іграх Серії A, був її капітаном. Залашив «Болонью» влітку 2021 року після завершення контракту.
22 липня 2021 року трирічний контракт з досвідченим 31-річним італійцем уклав турецький «Антальяспор».

## Виступи за збірні
2006 року дебютував у складі юнацької збірної Італії, взяв участь у 22 іграх на юнацькому рівні, відзначившись 2 забитими голами.
Протягом 2008–2010 років  залучався до складу молодіжної збірної Італії. На молодіжному рівні зіграв у 12 офіційних матчах, забив 1 гол.
15 серпня 2012 року дебютував в офіційних матчах у складі національної збірної Італії у товариській грі проти збірної Англії. До кінця провів у формі головної команди країни ще 3 товариські матчі, забивши 1 гол у ворота збірної Сан-Марино.

## Статистика виступів

### Статистика клубних виступів
Дані наведені станом на 17 травня 2021 року
| Сезон              | Команда            | Чемпіонат          | Чемпіонат | Чемпіонат | Національний кубок | Національний кубок | Національний кубок | Континентальні кубки | Континентальні кубки | Континентальні кубки | Інші змагання | Інші змагання | Інші змагання | Усього | Усього |
| Сезон              | Команда            | Ліга               | Ігор      | Голів     | Ліга               | Ігор               | Голів              | Ліга                 | Ігор                 | Голів                | Ліга          | Ігор          | Голів         | Ігор   | Голів  |
| ------------------ | ------------------ | ------------------ | --------- | --------- | ------------------ | ------------------ | ------------------ | -------------------- | -------------------- | -------------------- | ------------- | ------------- | ------------- | ------ | ------ |
| 2006–07            | «Тревізо»          | B                  | 4         | 0         | КІ                 | 0                  | 0                  | -                    | -                    | -                    | -             | -             | -             | 4      | 0      |
| 2007–08            | «Сампдорія»        | A                  | 1         | 0         | КІ                 | 0                  | 0                  | -                    | -                    | -                    | -             | -             | -             | 1      | 0      |
| 2008–09            | «Сассуоло»         | B                  | 32        | 5         | КІ                 | 1                  | 0                  | -                    | -                    | -                    | -             | -             | -             | 33     | 5      |
| 2009–10            | «Сампдорія»        | A                  | 31        | 0         | КІ                 | 1                  | 0                  | -                    | -                    | -                    | -             | -             | -             | 32     | 0      |
| 2010–11            | «Сампдорія»        | A                  | 21        | 0         | КІ                 | 0                  | 0                  | ЛЧ+ЛЄ                | 1+4                  | 0                    | -             | -             | -             | 26     | 0      |
| 2011–12            | «Інтернаціонале»   | A                  | 18        | 0         | КІ                 | 1                  | 1                  | ЛЧ                   | 1                    | 0                    | -             | -             | -             | 20     | 1      |
| 2012–13            | «Сампдорія»        | A                  | 31        | 3         | КІ                 | 1                  | 0                  | -                    | -                    | -                    | -             | -             | -             | 32     | 3      |
| Усього «Сампдорія» | Усього «Сампдорія» | Усього «Сампдорія» | 85        | 3         |                    | 2                  | 0                  |                      | 5                    | 0                    |               | -             | -             | 92     | 3      |
| 2013–14            | «Мілан»            | A                  | 26        | 2         | КІ                 | 1                  | 0                  | ЛЧ                   | 10                   | 0                    | -             | -             | -             | 37     | 2      |
| 2014-15            | «Мілан»            | A                  | 33        | 1         | КІ                 | 2                  | 0                  | -                    | -                    | -                    | -             | -             | -             | 35     | 1      |
| 2015-16            | «Мілан»            | A                  | 18        | 0         | КІ                 | 6                  | 0                  | -                    | -                    | -                    | -             | -             | -             | 24     | 0      |
| 2016-17            | «Мілан»            | A                  | 13        | 0         | КІ                 | 0                  | 0                  | -                    | -                    | -                    | СІ            | 0             | 0             | 13     | 0      |
| Усього «Мілан»     | Усього «Мілан»     | Усього «Мілан»     | 90        | 3         |                    | 9                  | 0                  |                      | 10                   | 0                    |               | 0             | 0             | 109    | 3      |
| 2017-18            | «Болонья»          | A                  | 32        | 2         | КІ                 | 1                  | 0                  | -                    | -                    | -                    | -             | -             | -             | 33     | 2      |
| 2018–19            | «Болонья»          | A                  | 30        | 4         | КІ                 | 2                  | 0                  | -                    | -                    | -                    | -             | -             | -             | 32     | 4      |
| 2019–20            | «Болонья»          | A                  | 28        | 2         | КІ                 | 2                  | 1                  | -                    | -                    | -                    | -             | -             | -             | 30     | 3      |
| 2020–21            | «Болонья»          | A                  | 18        | 1         | КІ                 | 1                  | 0                  | -                    | -                    | -                    | -             | -             | -             | 19     | 1      |
| Усього за Bologna  | Усього за Bologna  | Усього за Bologna  | 108       | 9         |                    | 6                  | 1                  |                      | -                    | -                    |               | -             | -             | 114    | 10     |
| Усього за кар'єру  | Усього за кар'єру  | Усього за кар'єру  | 336       | 20        |                    | 22                 | 2                  |                      | 16                   | 0                    |               | 0             | 0             | 374    | 22     |

### Статистика виступів за збірну
Дані наведені станом на 17 травня 2021 року
| Дата       | Місто   | Господарі | Результат | Гості      | Турнір            | Голи | Примітки |
| ---------- | ------- | --------- | --------- | ---------- | ----------------- | ---- | -------- |
| 15-8-2012  | Берн    | Італія    | 1 – 2     | Англія     | товариський матч  | -    | 69'      |
| 21-3-2013  | Женева  | Італія    | 2 – 2     | Бразилія   | товариський матч  | -    | 66', 82' |
| 31-5-2013  | Болонья | Італія    | 4 – 0     | Сан-Марино | товариський матч  | 1    |          |
| 18-11-2013 | Лондон  | Італія    | 2 – 2     | Нігерія    | товариський матч  | -    | 76'      |
| 9-9-2014   | Осло    | Норвегія  | 0 – 2     | Італія     | Відбір до ЧЄ 2016 | -    | 85'      |
| Усього     |         | Матчів    | 5         |            | Голів             | 1    |          |

| Дата       | Місто           | Господарі  | Результат  | Гості                | Турнір                             | Голи | Примітки                       |
| ---------- | --------------- | ---------- | ---------- | -------------------- | ---------------------------------- | ---- | ------------------------------ |
| 11-2-2009  | Трієст          | Італія     | 1 – 1      | Швеція               | Товариський матч                   | -    | 46'                            |
| 25-3-2009  | Відень          | Австрія    | 2 – 2      | Італія               | Товариський матч                   | -    |                                |
| 31-3-2009  | Керкраде        | Нідерланди | 1 – 1      | Італія               | Товариський матч                   | -    | 75'                            |
| 9-6-2009   | Farum           | Італія     | 4 – 0      | Данія                | Товариський матч                   | -    | 59'                            |
| 12-8-2009  | Санкт-Петербург | Росія      | 3 – 2      | Італія               | Товариський матч                   | -    | 46'                            |
| 4-9-2009   | Суонсі          | Уельс      | 2 – 1      | Італія               | Кваліфікація молодіжного Євро-2011 | -    |                                |
| 8-9-2009   | Новара          | Італія     | 2 – 0      | Люксембург           | Кваліфікація молодіжного Євро-2011 | 1    |                                |
| 13-10-2009 | Мантуя          | Італія     | 1 – 1      | Боснія і Герцеговина | Кваліфікація молодіжного Євро-2011 | -    | 75'                            |
| 13-11-2009 | Дьєр            | Угорщина   | 2 – 0      | Італія               | Кваліфікація молодіжного Євро-2011 | -    |                                |
| 3-3-2010   | Рієті           | Італія     | 2 – 0      | Угорщина             | Кваліфікація молодіжного Євро-2011 | -    |                                |
| 11-8-2010  | В'яреджо        | Італія     | 2 – 2      | Данія                | Товариський матч                   | -    |                                |
| 8-10-2010  | Рієті           | Італія     | 2 – 0      | Білорусь             | Кваліфікація молодіжного Євро-2011 | -    | Play-off – andata, 68'         |
| 12-10-2010 | Борисов (місто) | Білорусь   | 3 – 0 д.ч. | Італія               | Кваліфікація молодіжного Євро-2011 | -    | Play-off – ritorno, 45+1', 82' |
| Усього     |                 | Матчів     | 13         |                      | Голів                              | 1    |                                |

## Титули і досягнення
- Володар Суперкубка Італії з футболу (1):

«Мілан»: 2016